# Michael Arad
Michael Arad (født 21. juli 1969 i London) er en israelsk-amerikansk arkitekt, der vandt arkitektkonkurrencen til at designe World Trade Center Memorial i New York i 2004. Han blev udvalgt blandt 5.201 konkurrenter med designet "Reflecting Absence." Hans design forstiller to bassiner, der er 30 fod i dybden.
Uidentificerede menneskelige rester fra Ground zero vil blive begravet på bunden af hvor det nordlige tårn engang stod. På gadeplan, med hjælp fra landskabsarkitekt Peter Walker, foreslog han en brostensplads med mos og græs, beplantet med hvide fyrretræer. "Dette design viser et rum, der giver genlyd med en følelse af tab og fravær, der blev genereret af død og ødelæggelse ved World Trade Center", forklarede Michael Arad i sin redegørelse.